# Jacob Rozani
Thamsanqa Jacob Rozani (* 24. Januar 1988) ist ein ehemaliger südafrikanischer Mittelstreckenläufer, der sich auf den 800-Meter-Lauf spezialisiert hat. 2016 wurde er über diese Distanz in Durban Vizeafrikameister.

## Sportliche Laufbahn
Erste Erfahrungen bei internationalen Meisterschaften sammelte Jacob Rozani im Jahr 2016, als er bei den Afrikameisterschaften in Durban in 1:45,38 min die Silbermedaille über 800 Meter hinter dem Botswaner Nijel Amos gewann. Anschließend nahm er an den Olympischen Sommerspielen in Rio de Janeiro teil und schied dort mit 1:49,79 min in der ersten Runde aus. 2024 beendete er dann seine aktive sportliche Karriere im Alter von 36 Jahren.
2016 wurde Rozani südafrikanischer Meister im 800-Meter-Lauf.

## Persönliche Bestzeiten
- 400 Meter: 47,26 s, 12. März 2016 in Potchefstroom
- 800 Meter: 1:45,38 min, 24. Juni 2016 in Durban